# Kitty och dagboksmysteriet
Kitty och dagboksmysteriet (originaltitel The clue in the diary). Boken som ingår i bokserien om Kitty Drew är skriven av Carolyn Keene 1932 och översatt till svenska av Anders Linder.